# Ел Казовський
Ел Казовський (угор. El Kazovszkij, 13 липня 1948 — 21 липня 2008) — угорський художник родом з Росії; один з провідних угорських художників свого часу.

## Біографія
Ел Казовський народився під ім'ям Елена Казовська в Ленінграді, Росія. Пізніше переїхав в Угорщину (у 1965 році), у віці 15 років. Закінчив в 1977 році Угорський університет образотворчих мистецтв. Його вчителями були Дердь Кадар та Ігнац Кокаш.
Ел Казовський був відкритим транссексуалом. Він народився жінкою та самовизначив себе як чоловіка.

## Творчість
Його мистецтво не було поділене на періоди; всі виразні картин розкривають єдине міфологічне слово. Кілька фігур з'являються у багатьох картинах, наприклад, собака з довгим носом або балерина. Крім картин, відомі сценічні конструкції, перформанси та інсталяції.

## Нагороди
- Kossuth Award (2002)
- Mihaly Munkacsy Award (1989)
- Gyula Derkovits Scholarship (1980)

## Виставки
- Персональні виставки:
  - Державний Російський музей — Мармуровий палац, Санкт-Петербург, 2005

- Інше:
  - Mis-en Abyme (Kép a képben). Будапешт, 2008
  - Hungarian Art. Danubiana, Братислава, 2007
  - Re: embrandt, Будапешт, 2006
  - Common Space, Будапешт, 2006
  - У чорно-білому — Графічний художня виставка. Műcsarnok / Кунстхалле Будапешт, 2001.
  - Millennial serie of exhibitions in the Mucsarnok, Будапешт, 2000.

## Книги, монографії
- Forgacs, Eva: El Kazovszkij (monograph, 1996)
- Uhl, Gabriella: El Kazovszkij kegyetlen testszínháza (album, 2008)